# Michael O'Gorman (remero)
Michael O'Gorman (16 de agosto de 1965-septiembre de 2018) fue un deportista estadounidense que compitió en remo como timonel. Ganó tres medallas en el Campeonato Mundial de Remo entre los años 1987 y 1991.

## Palmarés internacional
| Campeonato Mundial | Campeonato Mundial     | Campeonato Mundial | Campeonato Mundial      |
| Año                | Lugar                  | Medalla            | Prueba                  |
| ------------------ | ---------------------- | ------------------ | ----------------------- |
| 1987               | Copenhague (Dinamarca) | Medalla de bronce  | Ocho con timonel ligero |
| 1988               | Milán (Italia)         | Medalla de plata   | Ocho con timonel ligero |
| 1991               | Viena (Austria)        | Medalla de bronce  | Ocho con timonel ligero |